# The Big Event
El gran evento fue una lucha profesional especial de un evento house show producido por la World Wrestling Federación (WWF), el 28 de agosto de 1986, en el Canadian National Exhibition Stadium en Toronto, Ontario. Atrajo a una multitud de más de 74.000 fanáticos, lo que fue un récord de asistencia al aire libre en ese momento. Una cinta VHS del evento fue lanzada más tarde por Coliseum Home Video, con comentarios de Gorilla Monsoon, Johnny Valiant y Ernie Ladd. Esta cinta de 115 minutos incluyó ediciones de varios de los combates. En 2014, WWE Network hizo que la misma versión del evento estuviera disponible bajo demanda en la sección de pay-per-view (PPV) (aunque el evento no se transmitió originalmente a través de pago por evento).

## Antecedentes
El evento principal fue entre el WWF World Heavyweight Championship Hulk Hogan y Paul Orndorff por el WWF World Heavyweight Champion. La amistad de Hogan y Orndorff se enfatizó en los programas de televisión sindicados de WWF durante todo el verano, y finalmente Adrian Adonis, presentador del segmento del programa de entrevistas The Flower Shop, comenzó a crear problemas entre los dos cuando sugirió que Orndorff vivía a la sombra de Hogan. , llamándolo "Hulk Jr." y que se había ablandado al asociarse con Hogan. Con una serie de incidentes aparentemente menores que involucraron a Hogan irritando a Orndorff, los dos finalmente aceptaron un combate de desafío con Big John Studd y King Kong Bundy (que fueron manejados por el ex manager de Orndorff, Bobby "The Brain" Heenan), donde Orndorff permitió que Studd y Bundy formaran un equipo doble ilegalmente con Hogan durante un período prolongado de tiempo antes de finalmente sacarlos del ring; Orndorff luego ayudó a Hogan a ponerse de pie, solo para rematar a Hogan con un tendedero y su movimiento final, un piledriver. Poco después, Orndorff anunció que había vuelto a contratar al ex manager Bobby Heenan y exigió una oportunidad por el título contra Hogan. En las semanas previas al evento, para ayudar a vender el nuevo personaje de tacón de Orndorff, comenzó a usar el tema de entrada de Hogan "Real American" y se burló de él imitando varias de las rutinas de Hogan en el ring, como ahuecar su oreja para obtener la reacción de los fanáticos y flexionando sus músculos.
Entre las otras peleas más importantes en ese momento estaba Ricky "The Dragon" Steamboat y Jake "The Snake" Roberts. La primera pelea de alto perfil de Roberts desde que ingresó a la WWF a principios de ese año, la pelea comenzó cuando atacó a Steamboat antes de su partido en el Saturday Night's Main Event VI, rematándolo con su movimiento final, el DDT, en el piso de concreto, antes descansando su serpiente, Damien, encima de un Steamboat inconsciente, todo mientras la esposa de Steamboat, Bonnie, miraba con horror. Steamboat luego comenzó a traer un "dragón de Komodo" como su "mascota" para combatir los efectos psicológicos de la serpiente de Roberts. Si bien Steamboat ganó la mayoría de sus partidos, la disputa llegó a un punto en el que un "Snake Pit".
Otra disputa importante en curso fue The Machines contra el equipo dirigido por Bobby Heenan de Big John Studd y King Kong Bundy. El principal combustible de la disputa fue la repetida afirmación de Heenan de que una de las Máquinas, la Máquina Gigante, era André the Giant que intentaba eludir una suspensión por no presentarse antes en un combate por equipos contra Bundy y Studd, ambos de los cuales André se había visto envuelto. en una amarga disputa. En ese momento, André había estado sufriendo los efectos de una lesión legítima en la espalda y comenzaba a sufrir los efectos de la acromegalia, una condición de salud que resultó en su gigantismo y finalmente lo llevó a su muerte en 1993; su "suspensión" también le permitió tomarse un tiempo libre para filmar The Princess Bride, que se estrenaría un año después.

## Resultados
| No, | Resultado | Estipulación                                             | Duración |
| --- | --- | -------------------------------------------------------- | -------- |
| 1   | The Killer Bees (Jim Brunzell y B. Brian Blair) derrotaron Jimmy Jack Funk y Hoss Funk (con Jimmy Hart)                                                      | Tag team match                                           | 6:53     |
| 2   | The Magnificent Muraco (con Mr. Fuji) luchó contra King Tonga en un empate por límite de tiempo                                                              | Singles match                                            | 20:00    |
| 3   | Ted Arcidi derrotó a Tony Garea por sumisión | Singles match                                            | 2:41     |
| 4   | Junkyard Dog derrotó a Adrian Adonis (con Jimmy Hart) a través de un conteo                                                                                  | Singles match                                            | 4:15     |
| 5   | Dick Slater derrotó a Iron Mike Sharpe | Singles match                                            | 6:24     |
| 6   | Bobby Heenan, King Kong Bundy y Big John Studd derrotaron a The Machines (Super Machine y Big Machine) y Lou Albano (con Giant Machine) por descalificación. | Six-man tag team match                                   | 7:49     |
| 7   | Ricky Steamboat derrotó a Jake Roberts | Snake Pit Match                                          | 10:17    |
| 8   | Billy Jack Haynes derrotó a Hercules Hernandez | Singles match                                            | 6:08     |
| 9   | The Fabulous Rougeaus (Jacques y Raymond) derrotaron al Dream Team (Greg Valentine y Brutus Beefcake)                                                        | Tag team match                                           | 14:51    |
| 10  | Harley Race derrotó a Pedro Morales | Singles match                                            | 3:23     |
| 11  | Hulk Hogan (c) derrotó a Paul Orndorff (con Bobby Heenan) por descalificación.                                                                               | Singles match for the WWF World Heavyweight Championship | 11:05    |

## Consecuencias
La noche siguiente, la World Wrestling Federation organizó el Sam Muchnick Memorial Tournament en el que Harley Race ganó al derrotar por última vez a Ricky Steamboat. La disputa entre Hogan y Orndorff continuó en el otoño de 1986, con Orndorff, como lo hizo en The Big Event, usando el tema de entrada de Hogan. "Real American" como tema propio. Finalmente, los dos resolvieron sus diferencias en una serie de partidos de jaula de acero. El partido de jaula más publicitado tuvo lugar en diciembre de 1986 y se emitió en el Saturday Night's Main Event IX, donde en un momento Hogan y Orndorff salieron simultáneamente de la jaula y sus pies tocaron el piso (una condición para ganar el partido); cuando las repeticiones de video no resultaron concluyentes, el partido se reinició y Hogan finalmente obtuvo una victoria decisiva. La pelea Hogan-Orndorff sería nombrado por la revista Pro Wrestling Illustrated como la pelea del año para 1986, con una votación de los lectores de la revista.
Las Máquinas continuaron peleándose con el equipo de etiqueta Studd-Bundy, y los luchadores de Heenan nunca pudieron desenmascarar la Máquina Gigante y demostrar que él era realmente André the Giant, quien se suponía que estaba bajo suspensión. Finalmente, las Máquinas desaparecieron y la suspensión de André fue levantada, con la inexplicable aprobación de Heenan. En la vida real detrás de escena, se estaba planificando la historia del eventual giro del talón de André y la demanda de enfrentarse a Hogan en WrestleMania III por el Campeonato Mundial Peso Pesado de la WWF, y la salud de André continuaba empeorando. La historia de Hogan-André comenzaría a desarrollarse en enero de 1987, mientras que los otros dos miembros del equipo de Machines: Blackjack Mulligan y Bill Eadie- Adoptaría nuevos trucos. Mulligan volvió a su truco normal de Blackjack como una cara, mientras que Eadie comenzaría a competir con éxito como "Axe", la mitad de un nuevo equipo conocido como Demolition con "Smash", un equipo de luchadores de poder inspirado en Road Warriors con una pintura facial inspirada en Kiss. Mientras que Mulligan se desvanecería de la WWF a principios de 1987, como Axe of Demolition Eadie ganaría el Campeonato en Parejas de la WWF en tres ocasiones entre 1988 y 1990.
La disputa entre Hercules Hernandez y Billy Jack Haynes, dos luchadores que se habían enfrentado en varias otras organizaciones en las que habían competido al mismo tiempo, restó importancia a esta supercarta, pero pronto se volvió más y más publicitada . La disputa comenzó a calentarse en serio a fines del otoño de 1986, culminando con un "Full Nelson Challenge" en WrestleMania III.